# Římskokatolická farnost Štítná nad Vláří
Římskokatolická farnost Štítná nad Vláří je jedno z územních společenství římských katolíků v děkanátu Valašské Klobouky s farním kostelem svatého Josefa.

## Historie farnosti
Štítná nad Vláří původně patřila do sousední farnosti Brumova. Štítná se však rozrůstala, a proto byly snahy, aby se osamostatnila a měla vlastní kostel. Tento záměr byl uskutečněn v roce 1787, kdy byl dostavěn nynější kostel a postavena fara. Obce Štítná nad Vláří, Jestřabí a Popov byly tohoto roku vyfařeny z brumovské farnosti a ve Štítné nad Vláří byla zřízena samostatná duchovní správa, zvaná lokálie. Jako samostatná farnost byla Štítná nad Vláří zřízena 13. září 1856.

## Přehled duchovních správců
Při zřízení samostatné farnosti v roce 1856 bylo zároveň zřízeno i systemizované místo kooperátora – kaplana. Kaplan byl zde pak stále až do roku 1958, kdy pro nedostatek kněží zůstává už jenom jeden kněz. 
I. 1787-1808- P. Josef Čermák
II. P. Vincenc Mandel
III. květen 1809- září 1809- P. Antonín Díblík - zemřel na choleru ve věku 32 let.
IV. P. Kohn
V. 1837- 1854- P. František Krajča
VI. 1856-1871- P. František Kočíř - za jeho působení byla lokálka povýšena na faru, stal se tedy prvním farářem štítenským, konec života prožil jako zámecký kaplan v Mořicích, kde 6. 3. 1883 umírá.
VII. 1871- 1890- P. Jan Štěpán- po dlouhodobých sporech s farníky odešel do Nového Hrozenkova.
VIII. 1891-1892- P. Tomáš Christ- zemřel ve věku 62 let.
IX. 1893- 1930- P. Alois Filip- Velmi oblíbený kněz, na jeho pohřbu bylo přítomno přes 70 kněží, byl velkým zastáncem chudých. Zemřel 5 dní před svým bratrem P. Janem Filipem, kanovníkem z Kojetína.
X. 1930-1932- P. František Karlík
XI. 1932-1959- P. Stanislav Dostál, zastupoval P. František Ďulík
XII. 1959- 1970- P. Josef Vitoul
XIII. únor 1970- srpen 1970- P. Stanislav Šuránek
XIV. 1972-?  P. Štěpán Hrdina
XV. ?- 1994- P. Stanislav Čevela, nyní farářem v Kokorech
XVI. 1994-2023 - P. Andrzej Bystrzycki
XVII. 2023-dosud - P. Pavel Martinka

## Kostel a jeho vybavení

### Kostel sv. Josefa, Pěstouna Páně

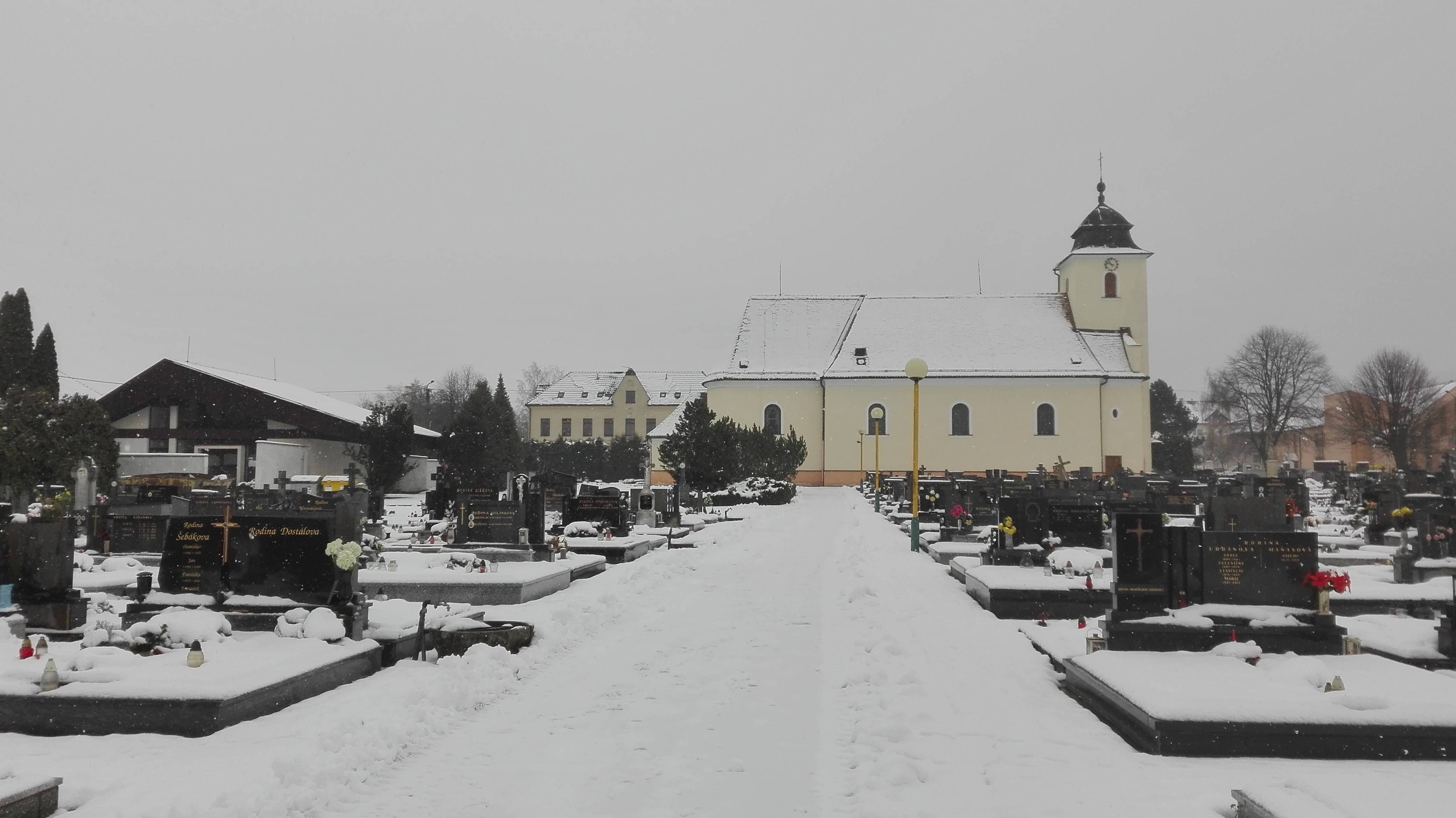
Kostel spolu s obřadní síní, v pozadí bývalá škola.

Kostel sv. Josefa pochází z roku 1787, jedná se o jednoduchou jednolodní stavbu, typickou pro tehdejší josefinskou dobu. Základním materiálem kostela je kámen. Délka kostela je 38 metrů, šířka 12,30 metrů a výška i s krovem je 14,50 metrů. Věž je vysoká 20 metrů a tvoří typickou dominantu obce. Věž nikdy neměla hodiny, získala je až v roce 1987 k dvoustému výročí vzniku kostela, za působení P. Štěpána Hrdiny. 

### Hlavní oltář
Většina vybavení kostela pochází ze zrušeného kostela sv. Rocha z Uh. Hradiště, nad Jarošovem. Hlavní oltář měl ústřední obraz s výjevem úmrtí s. Josefa, který zhotovil František Dorazil z Uherského Hradiště, podle slavného plátna Ignáce Raaba, umístěného ve farním kostele v Uherském Hradišti. V roce 1895, za působení P. Aloise Filipa, byl k opravě zadán uměleckému závodu Josefa Untersberga z Gmundenu v Rakousku. Krásná plastika "Smrt sv. Josefa" chválí svého tvůrce dodnes.

### Boční oltář P. M. Růžencové
Byl pořízen nákladem Bratrstva Posvátného růžence a dobrodinců rodáků ze Slovenska. Má svatostánek, sloužící dodnes o svatém týdnu velikonočním k uchování Nejsvětějsí Svátosti oltářní.
Byl zde také druhý oltář sv. Anny, zbudovaný roku 1874, po ukončení působení kaplana ve farnosti byl roku 1958 odstraněn.

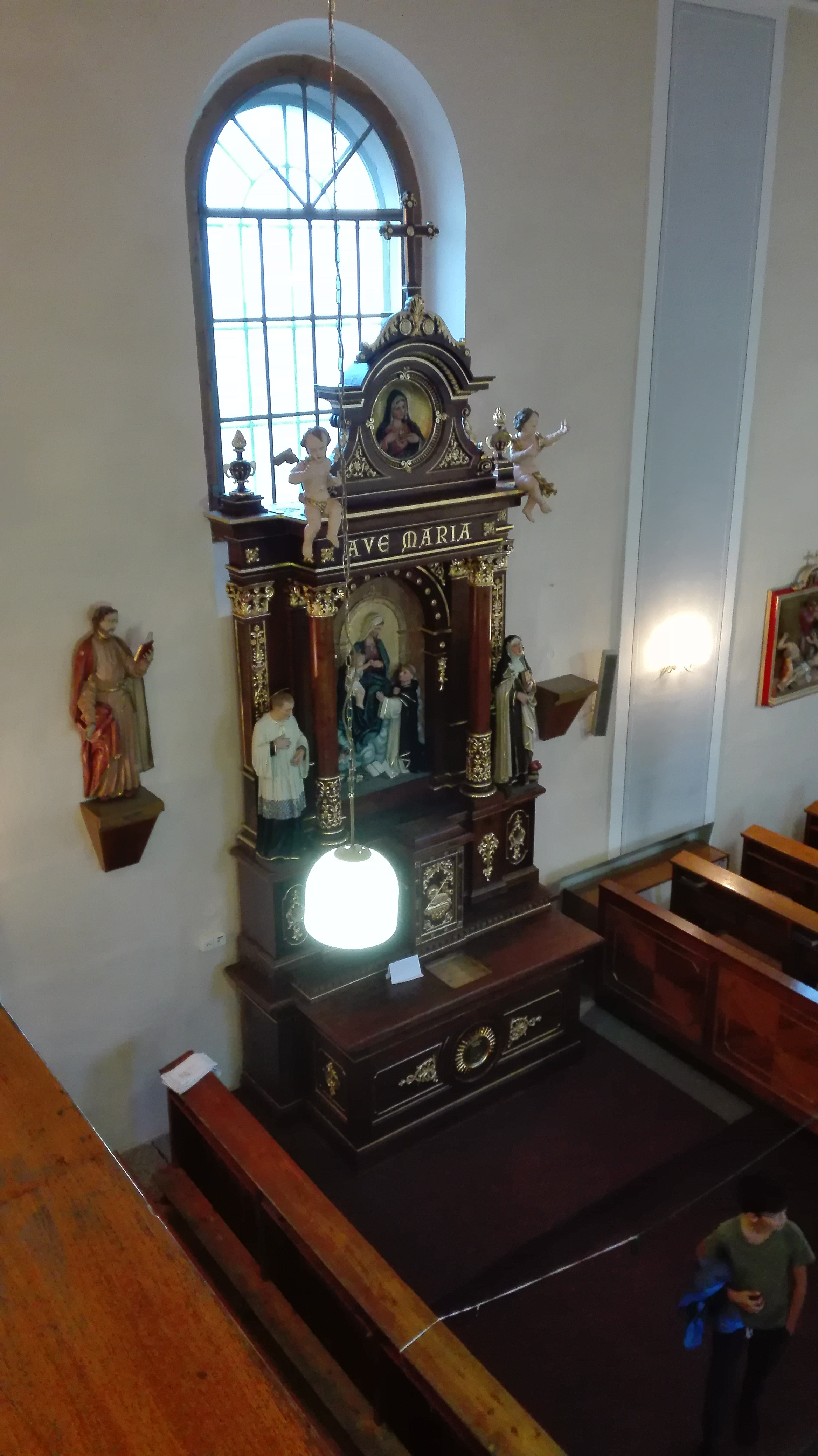
Boční oltář Panny Marie růžencové.

### Křížová cesta
Pochází z roku 1938. Pořídilo ji chrámové družstvo v Pelhřimově a je zhotovena z terakoty.

### Varhany
Byly postaveny roku 1897 Karlem Neusserem z Nového Jičína. V první světové válce r. 1917 při sbírání zvonů, jako potřebného kovu, došlo i na varhany. Do Štítné přišel voják, aby cínové píšťaly z varhan vybral, ale místní si své varhany ubránili. Brzy na to ale přišlo vojáků více, a píšťaly byly zrekvírovány. R. 1927 byly vyloupené varhany doplněny a opraveny Janem Tučkem z Kutné Hory. Varhany jsou romantické, jednoduché, mají jeden manuál a 12 rejstříků, mechanickou trakturu. Pleno nástroje je jasné a dokáže naplnit prostor chrámu velmi zněle. 
Kůr pojme mnoho lidí a v chrámové lodi je podepřen 2 dřevěnými sloupy lidové práce, které bez souhlasu památkového úřadu nelze měnit, nebo přemisťovat.

## Památkové nemovitosti kostela
Kostel má památkově chráněné kulturní památky movité, které byly prohlášeny Krajským střediskem památkové péče v Brně dne 2. 9. 1975.

### Sochy
sv. Karel Boromejský, biskup
sv. Pavel Poustevník
sv. Řehoř I., papež
sv. Šebestián, mučedník
sv. Jan Nepomucký, mučedník za zpovědní tajemství
sv. Roch, patron pastýřů
sv. Růžena Limská, panna

### Zvony
Staré zvony byly ulity roku 1922 v dílně Pavla Ranka v Trenčíně. Byl to zvon sv. Rodiny (311kg), zvon sv. Cyrila a Metoděje (204kg), nejmenší zvon sv. Dominika, Františka a bl. Jana Sarkandera (78kg). Tyto zvony posvětil 18. 3. 1922 olomoucký arcibiskup dr. Antonín Cyril Stojan. 23. 3. 1942 byly zvony odebrány opět pro válečné účely.
Po válce se věřící postarali o zvony nové. Byly pořízeny v roce 1956 a zhotovil je n. p. Kovolit v České u Brna. Byly ulity následující zvony:
zvon sv. Josefa- 540 kg.
zvon P. Marie- 251 kg.
zvon sv. Václava- 188 kg.
Zvony posvětil Mons. dr. Ladislav Kubíček, probošt v Dubu n. M.
Ve věži se nachází ještě jeden zvon, umíráček z roku 1682, který přežil všechny pohromy a je zde dodnes.

## Hřbitov
Ke kostelu přiléhá také velký hřbitov, sloužící pro pochovávání věřících ze Štítné, Popova, Jestřabí a přilehlých osad (Kochavec, Valentová...). V roce 1900 se hřbitov rozšiřoval, bylo potřeba odkoupit několik pozemků, jinak by musel být hřbitov přeložen. 29. 1. 1905 byl hřbitov misionářem po misiích posvěcen. Až do druhé světové války se pohřbívalo dosti neuspořádaně. Hroby byly obdélníkové a aby se nerozpadaly, byly obložené drnem a spojeny vrbovým prutem. Ke svátku Všech svatých se na hrob pokládaly smrkové větvičky a na ne se připevnily doma vyrobené papírové růže. Po roce 1932 se doma zhotovovaly věnce, jak je známe dnes. V té době zde byly pouze jednohroby a pokud v rodině v krátké době zemřelo více osob, musely být pohřbeny do hrobů jiných, proto měly některé rodiny i 3 a více hrobů. v roce 1960 již hřbitov nestačí a je podána žádost o rozšíření hřbitova. V roce 1964 byly vykoupeny pozemky a v roce 1968 se začalo pohřbívat na novém hřbitově. Díky návrhu P. ThDr. Fr. Hrnčiříka jsou hroby pečlivě uspořádány a hřbitov je tak jedním z nejkrásnějších pohřebišť v okolí. 
Na hřbitově se nachází prostorná obřadní síň, která je nyní využívána k osobnímu rozloučení se zemřelým před církevním obřadem v kostele. Dříve se zde konaly samotné rozloučení bez církevního obřadu, býval zde přítomen smuteční řečník i varhaník. 

## Bohoslužby
| Kostel         | Místo            | Bohoslužba (den)                                 | Hodina                                                                                              | Poznámka     |
| -------------- | ---------------- | ------------------------------------------------ | --------------------------------------------------------------------------------------------------- | ------------ |
| svatého Josefa | Štítná nad Vláří | neděle pondělí úterý středa čtvrtek pátek sobota | 8.00, 10:00 17.30 (zimní čas)/18.30 (letní čas) 6.30 17.30 (zimní čas)/18.30 (letní čas) 17.30 7.00 | Farní kostel |

## Aktivity ve farnosti
Ve farnosti funguje Misijní klubko dětí, které na jaře 2016 uspořádalo jarmark, při kterém byly prodávány vlastnoručně vyrobené růžence, svíčky nebo křížky. Příprava jarmarku probíhala celou postní dobu, děti se seznamovaly se skutky milosrdenství a vedle toho vyráběly předměty k prodeji.

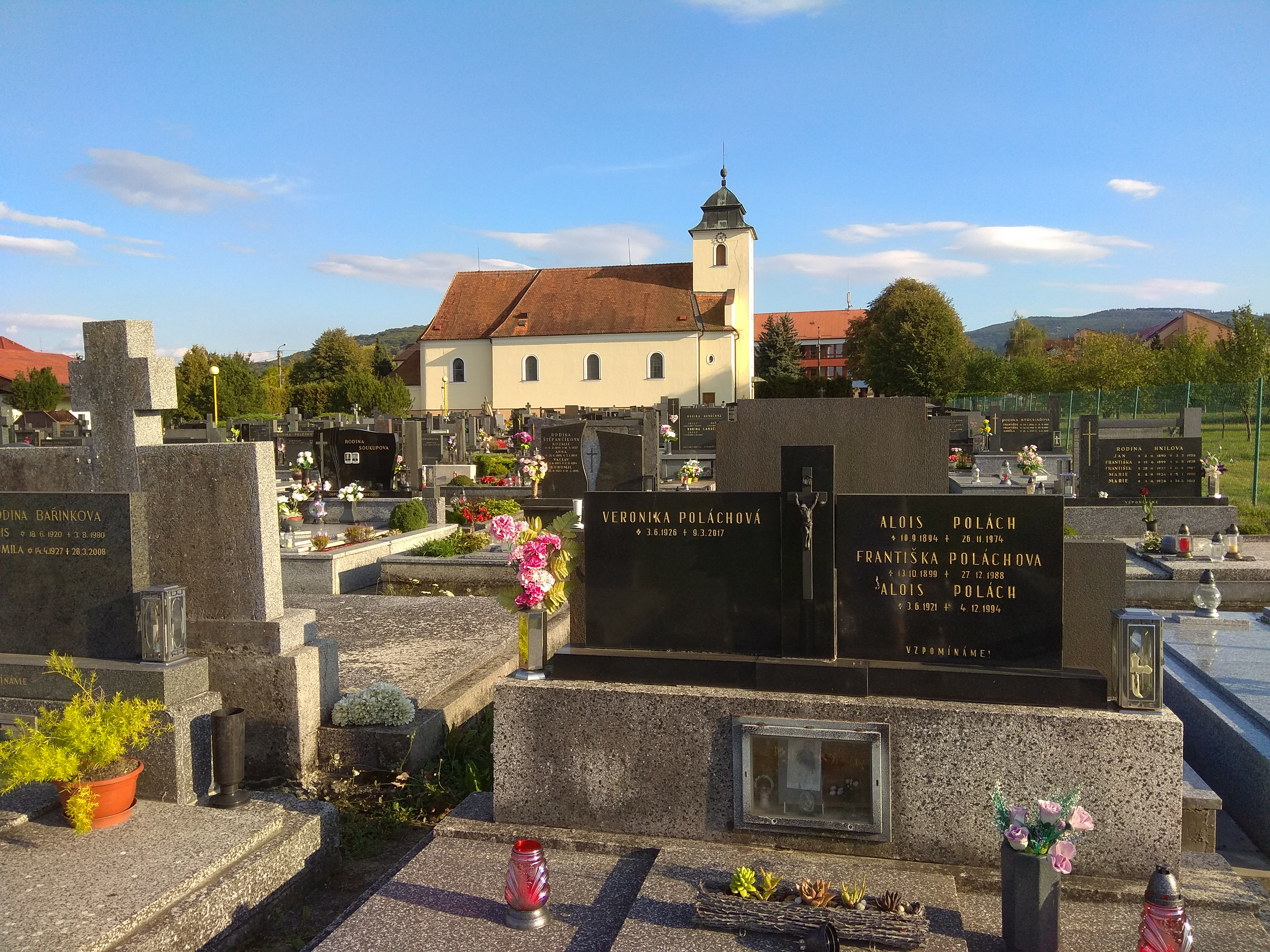
Kostel sv. Josefa a přilehlý hřbitov.

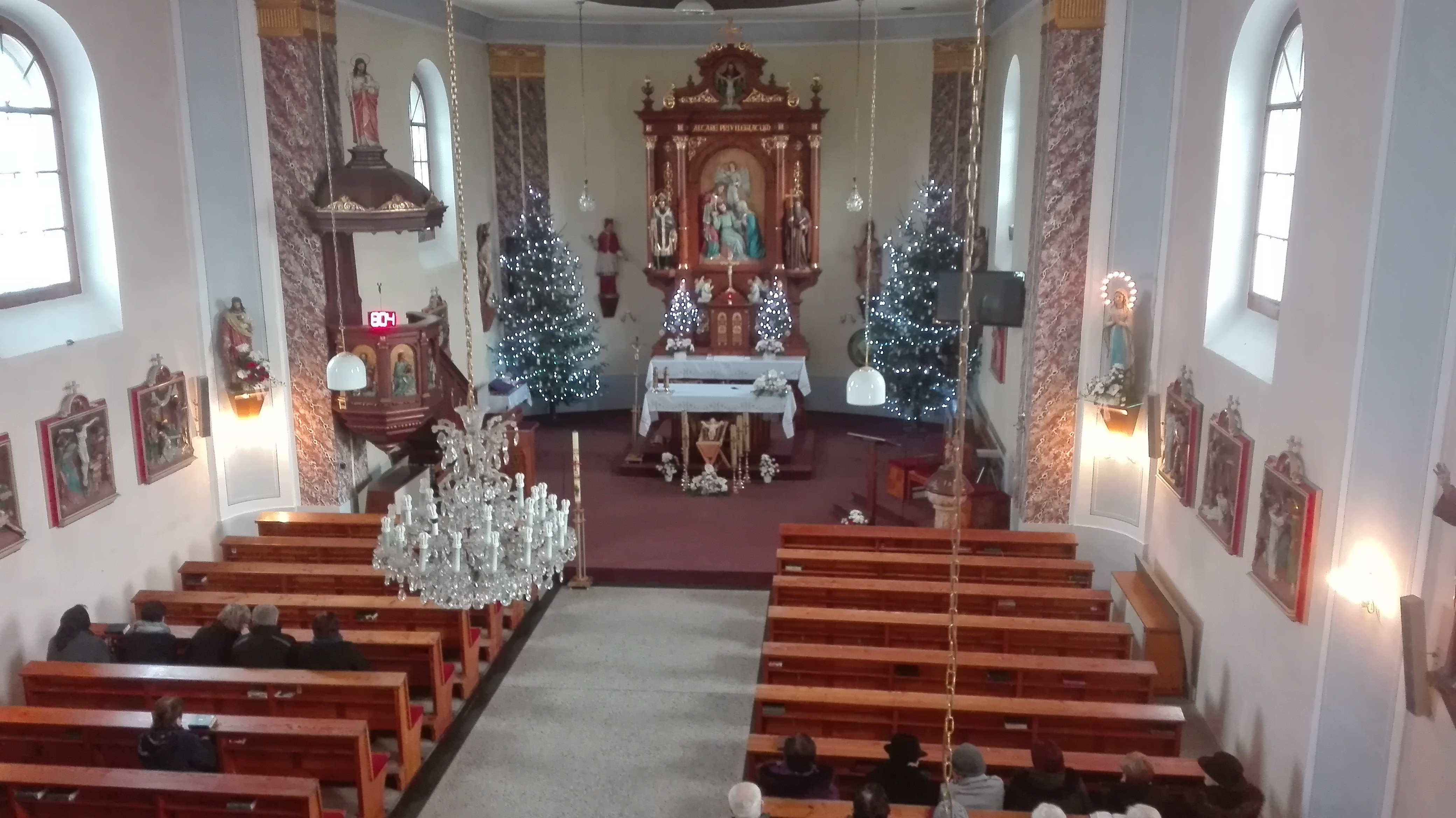
Interiér kostela sv. Josefa ve vánočním čase.

V červnu 2018 ve farnosti uděloval svátost biřmování biskup Josef Nuzík. 